# Saracura-carijó
Saracura-carijó, frango-d'água-pintalgado ou saracura-pintada (Pardirallus maculatus) é uma espécie de ave da família Rallidae.
Pode ser encontrada nos seguintes países: Argentina, Belize, Bolívia, Brasil, Ilhas Caymans, Chile, Colômbia, Costa Rica, Cuba, República Dominicana, Equador, El Salvador, Guiana Francesa, Guiana, Haiti, Jamaica, México, Panamá, Paraguai, Peru, Suriname, Trinidad e Tobago, nos Estados Unidos da América, Uruguai, Venezuela e possivelmente em Honduras.
Os seus habitats naturais são pântanos.

## Subespécies
São reconhecidas duas subespécies:
- Pardirallus maculatus insolitus (Bangs & Peck, 1908) - localmente do México à Costa Rica.
- Pardirallus maculatus maculatus (Boddaert, 1783) -  da Venezuela à Argentina, no Peru, em Cuba e em Trinidad e Tobago.